# Аркигрэм
«Аркигрэм» (англ. Archigram, иногда неверно «Архиграм», «Архигрэм», «Арчигрэм») — английская архитектурная группа, оформившаяся в 1960-х годах вокруг журнала «Аркигрэм» и оказавшая большое влияние на развитие постмодернистской архитектуры; положила начало такому направлению дизайна и архитектуры, как «антидизайн».
Наиболее значимыми членами группы «Аркигрэм» были Питер Кук, Уорен Чок, Рон Херрон (англ. Ron Herron), Дэнис Кромптон, Майкл Уэбб (Michael Webb) и Дэвид Грин.

## Истоки и влияния

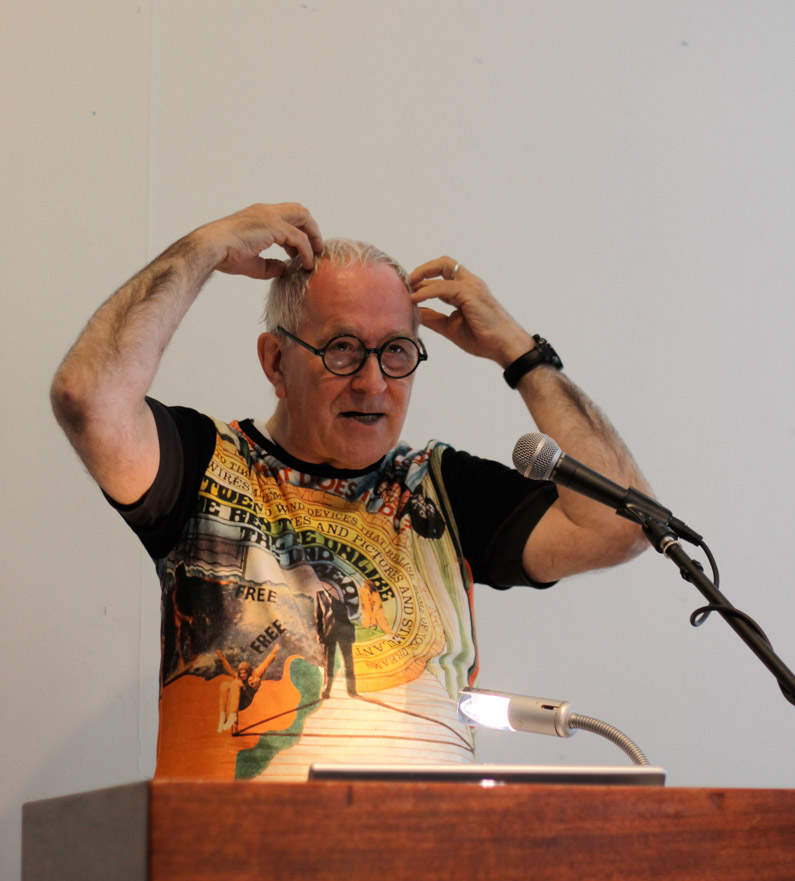
Питер Кук на семинаре «Научная фантастика в мире архитектуры», Лондон (2009)

Своими корнями их идеология восходит к необрутализму. Аркигрэмовцы утверждали, что главные свойства современной архитектуры — текучесть, динамизм, ничем не сдерживаемая изменчивость. С одной стороны, это не противоречило концепциям модернизма, в которых утверждалось, что город должен воплощать свою эпоху, а каждая эпоха имеет своё лицо. Но с другой стороны, это уже не был проект «Лучезарного города», это были совершенно фантастические проекты: «шагающий город», «компьютер-сити», «плаг-ин-сити». Для этих проектов была характерна игра в расширение языка архитектуры путём неожиданных комбинаций, их увлекало ниспровержение понятий и атмосфера мистификации. Сама атмосфера игры не характерна для модернизма, но является ключевой для постмодернизма.

## Творческая концепция
Один из приверженцев идей «Аркигрэма» Седрик Прайс выдвинул концепцию «недетерминирующей архитектуры», последовательно отвергающей монументальность, образность, вообще стабильную форму и, наконец, саму архитектуру. На её место он предлагает понятие «обслуживания», обеспечивающее абсолютную несвязанность, свободу поведения. Это не что иное, как доведение до абсурда представления модернизма об архитектуре как о функции, через характерную для последующего этапа постмодернизма иронию (в 1970-е годы — «пастиш»). Точно также меняется представление о человеке и обществе в целом. В этих проектах очень мало места отведено человеку, происходит разрушение индивида, характерное для постмодернизма. Впоследствии эта концепция в рамках позднего «Аркигрэма» перерастёт в представление о городе не как системы архитектуры, но как совокупность бесконечно разнообразных ситуаций, объединяющую людей.
Группа «Аркигрэм» создала серию проектов «вне архитектуры», в каждом из которых исходная техническая идея, как правило, связанная с реальными техническими экспериментами, доведена до гротеска. В этих проектах, кроме иронии, появляется интерес к массовому искусству (комиксы) в противовес элитарности модернизма, а также к американской «архитектуре забегаловок», в противовес модернистским «правильным» американским небоскрёбам. "Подчёркнута тонкая графика псевдоинженерных чертежей, с пространными надписями, иногда использующая как образцы комиксы, усиливает впечатление сюрреального кошмара./…/ Типичный атрибут американского пригородного ландшафта — кинотеатр «драйв-ин», /…/ дал сюжет для изображённого «очень всерьёз» «драйв-ин-хоум» — дома, в который не входят, а въезжают, и который сам может съезжаться в некое целое и разъезжаться на части. Скафандр космонавта превращён в «дом-одежду», упаковку человеческого тела, которая может быть пальто, домом и даже автомобилем, если ввести в неё мотор. /…/ «Аркигрэм» пророчествует о превращении города в россыпь мобильных капсул среди природной идиллии". Проекты «Аркигрэм» были и утопичны (в том смысле, что они не были созданы для реального воплощения), и антиутопичны одновременно, так как антигуманны по сути («Место утешающих иллюзий занял чёрный юмор, отрицающий самую мысль о позитивных социальных идеях»).

## Значение для современной архитектуры
В целом деятельность «Аркигрэм» имела значительные последствия для архитектуры и становления теории постмодернизма. Для совсем близкого постмодернизма важны её теоретические разработки, чёрный юмор по отношению к модернизму, обращение к массовому искусству. Подвижные здания «Аркигрэма» перевоплотились в концепцию «готовых фабричных деталей», из которых можно было выбирать любую самому заказчику, и которые он мог сам произвольно вставлять в сооружение. Появилась яркая раскраска зданий, перешедшая затем в хай-тек. «Аркигрэм» обыгрывает идеи Ле Корбюзье и Фуллера об индустриализации градостроительства. Механические системы начали восприниматься как орнамент. Возможно, именно с деятельности журнала «Аркигрэм» также следует начинать отсчёт современной «журнальной» архитектуры. «Благодаря иллюстрированным журналам, туристическим путешествиям и „Кодаку“, Средний Человек имеет хорошо укомплектованный „музей воображения“ и является потенциальным эклектиком».
Журнал стал теоретической базой, где соединялись самые разные архитекторы со своими концепциями, стала возможна вариативность развития (пусть пока только теоретически), фантастическое и иррациональное, отвергаемое модернистами, постепенно стало внедряться в архитектурные теории. «Аркигрэм» внес значительный вклад в развитие теорий архитектуры, но что касается города, то отношение оставалось прежним — их города мало соприкасались с реальными городами и с реальными проблемами сложившегося города. «Бравый новый мир» визионерских проектов Меймона и Й. Фридмана (англ. Yona Friedman) с его «городами-мостами», «городами-кратерами», «городами-пирамидами», простёршимися в воздухе над старыми поселениями, долинами и реками, плывущими по водам или укрывающимися под землей, стал вызывать раздражение у тех, кто так или иначе соприкасался с подлинными проблемами городской жизни".

## Проекты
- Плаг-ин-сити (Plug-in-City), Питер Кук, 1964;
- Шагающий город (The Walking City), Рон Херрон, 1964;
- Инстант Сити (Instant City)

- Единственным реализованным воплощением идей группы можно считать Кунстхаус в Граце, Австрия (2003, архитекторы — Питер Кук, Колин Фурнье), в котором располагается галерея современного искусства.